# Trục xuất các trí thức Armenia
Sự trục xuất các trí thức Armenia, đôi khi được gọi là Chủ Nhật Đỏ (tiếng Armenia Tây:tiếng Armenia: Կարմիր կիրակի Garmir giragi), là sự kiện lớn đầu tiên của vụ diệt chủng Armenia. Các nhà lãnh đạo cộng đồng Armenia ở thủ đô Ottoman Constantinople, và những nơi khác sau đó, đã bị bắt và chuyển đến hai trung tâm giam giữ gần Ankara. Thứ tự làm như vậy đã được Bộ trưởng Bộ Nội vụ Talaat Pasha đưa ra vào ngày 24 tháng 4 năm 1915. Vào đêm đó, làn sóng đầu tiên của 235 đến 270 trí thức Armenia của Constantinople đã bị bắt. Cuối cùng, tổng số vụ bắt giữ và trục xuất là 2.345. Với việc thông qua Luật Tehcir vào ngày 29 tháng 5 năm 1915, những người bị giam giữ này sau đó đã được di dời trong Đế chế Ottoman; Hầu hết trong số họ đều bị giết chết. Một số ít, như Vrtanes Papazian và Komitas, đã được cứu thoát thông qua sự can thiệp.
Sự kiện này đã được các nhà sử học mô tả như một cuộc tấn công tẩy trục xuất]], nhằm mục đích tước đi quyền lãnh đạo của người Armenia và cơ hội kháng cự. Để kỷ niệm các nạn nhân của nạn diệt chủng ở Armenia, ngày 24 tháng 4 được coi là ngày kỷ niệm ngày diệt chủng của người Armenia. Lần đầu tiên được quan sát thấy vào năm 1919 vào ngày kỷ niệm bốn năm của các sự kiện ở Constantinople, ngày thường được coi là ngày bắt đầu diệt chủng. Cuộc diệt chủng ở Armenia đã được kỷ niệm hàng năm cùng ngày, và đã trở thành kỳ nghỉ quốc gia ở Armenia và Cộng hòa Nagorno-Karabakh và được cộng đồng người Armenia trên khắp thế giới quan sát thấy.

## Sự trục xuất

### Giam giữ

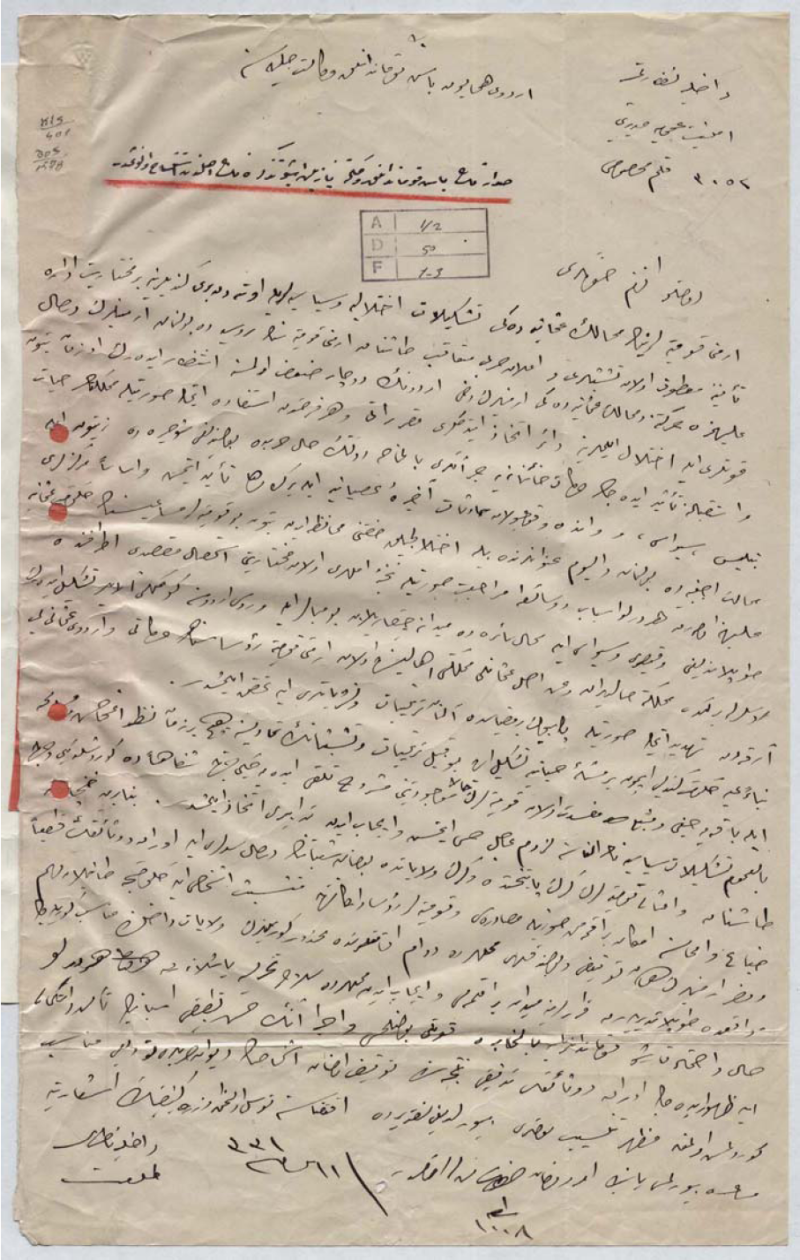
Bản gốc Chỉ thị của Bộ Nội vụ vào ngày 24 tháng 4 năm 1915

Bộ trưởng Bộ Nội vụ Thổ Nhĩ Kỳ Talaat Pasha đã đưa ra lệnh tạm giam vào ngày 24 tháng 4 năm 1915. Hoạt động bắt đầu lúc 8 giờ tối  [5]. Trong Constantinople, hành động này được lãnh đạo bởi Bedri Bey, Giám đốc Cảnh sát Constantinople. Vào đêm 24-25 tháng 4 năm 1915, trong đợt đầu tiên 235-277 nhà lãnh đạo Armenia của Constantinople, các giáo sĩ, bác sĩ, biên tập viên, nhà báo, luật sư, giáo viên, chính trị gia và những ngườiác đã bị bắt giữ theo chỉ thị của Bộ Nội vụ. Sự khác nhau về số lượng có thể được giải thích bằng sự không chắc chắn của cảnh sát khi họ bỏ tù những người có cùng tên.
Có nhiều trục xuất từ thủ đô. Nhiệm vụ đầu tiên là xác định những người bị bỏ tù. Họ đã bị giam giữ trong một ngày tại đồn cảnh sát (Thổ Nhĩ Kỳ Ottoman: Emniyeti Umumiye) và nhà tù trung tâm. Một làn sóng thứ hai đưa con số này lên đến 500 và 600.
Vào cuối tháng 8 năm 1915, khoảng 150 người Armenia có quốc tịch Nga đã bị trục xuất từ Constantinople đến các trung tâm lưu giữ. Một vài trong số những người bị giam giữ, bao gồm nhà văn Alexander Panossian (1859-1919), đã được thả cùng ngày hôm đó trước khi chuyển đến Anatolia.. Tổng cộng, ước tính có 2.345 nhân vật người Armenian bị giam giữ và cuối cùng bị trục xuất, hầu hết trong số họ không phải là những người theo chủ nghĩa quốc gia và không có liên hệ chính trị nào.

### Các trung tâm giam giữ
Sự trục xuất trí thức Armenia vào ngày 24 tháng 4 năm 1915 được đặt tại Thổ Nhĩ Kỳ ÇankırıÇankırı AyaşAyaş ConstantinopleConstantinople Deir ez-ZorDeir ez-Zor DiyarbakırDiyarbakır
Địa điểm chính
Sau khi Luật Tehcir được thông qua vào ngày 29 tháng 5 năm 1915, người Armeni bỏ lại hai trung tâm lưu giữ đã bị trục xuất sang Ottoman Syria. Hầu hết những người bị bắt đã được chuyển từ Nhà tù Trung ương qua Saray Burnu bằng tàu hơi nước số 67 của công ty Şirket đến ga tàu Haydarpaşa. Sau 10 giờ chờ đợi, họ được đưa đi bằng tàu lửa đặc biệt theo hướng Ankara vào ngày hôm sau. Toàn bộ đoàn xe gồm 220 người Armenia. Một người lái xe lửa Armenian có một danh sách tên của những người bị trục xuất. Nó được bàn giao cho Tổ phụ Armenia của Constantinople, Zaven Der Yeghiayan, người ngay lập tức đã cố gắng vô ích để cứu được càng nhiều người bị trục xuất càng tốt. Sau một chuyến tàu 20 giờ, những người bị trục xuất rời khỏi Sincanköy (gần Ankara) vào thứ ba trưa. Tại nhà ga Ibrahim, giám đốc Nhà tù Trung ương Constantinople, đã thực hiện việc phân loại. Những người bị trục xuất được chia thành hai nhóm.
Một nhóm đã được gửi tới Çankırı (và Çorum giữa Çankırı và Amasya) và một cho Ayaş. Những người tách ra cho Ayaş đã được vận chuyển trong xe đẩy cho một vài giờ nữa đến Ayaş. Hầu như tất cả chúng đều bị giết vài tháng sau trong các hẻm núi gần Ankara. Chỉ có 10 (hoặc 13) [6] người bị trục xuất trong nhóm này được phép quay về Constantinople từ Ayaş. [N 2] Một nhóm 20 người đã bị bắt vào ngày 24 tháng 4 đã đến Çankırı khoảng 7 hoặc 8 tháng 5 năm 1915.] Khoảng 150 tù nhân chính trị bị giam giữ tại Ayaş, và 150 tù nhân trí thức khác bị giam tại Çankırı.

### Tòa án binh
Một số nhân vật nổi tiếng như Tiến sĩ Nazaret Daghavarian và Sarkis Minassian đã bị trục xuất vào ngày 5 tháng 5 từ nhà tù Ayaş và đưa hộ tống quân đội đến Diyarbakır cùng với Harutiun Jangülian, Karekin Khajag và Rupen Zartarian xuất hiện trước tòa án. Họ, dường như, bị các nhóm bán quân sự do nhà nước bảo trợ do Cherkes Ahmet, và các trung úy Halil và Nazım, tại một địa phương gọi là Karacaören, ngay trước khi đến Diyarbakır. Marzbed, một người bị trục xuất khác, đã được phái đến Kayseri để xuất hiện trước một phiên xử của triều đình ngày 18 tháng 5 năm 1915.
Những chiến binh chịu trách nhiệm về các vụ giết người đã được Diệm Pasha thực hiện tại Damascus vào tháng 9 năm 1915; Vụ việc sau đó trở thành chủ đề của một cuộc điều tra năm 1916 của Quốc hội Ottoman do Artin Boshgezenian, phó của Aleppo lãnh đạo. Sau khi Marzbed được thả ra khỏi tòa, ông đã làm việc dưới một bản sắc Ottoman sai lầm cho người Đức ở Intilli (đường hầm đường sắt Amanus). Anh ta đã trốn thoát đến Nusaybin, nơi anh ta ngã từ ngựa và chết ngay trước khi có lệnh đình chiến.

### Phóng thích
Nhiều tù nhân đã được thả ra với sự giúp đỡ của những người có ảnh hưởng khác nhau can thiệp thay mặt cho họ. Năm người bị trục xuất khỏi Çankırı được giải phóng sau khi can thiệp của Đại sứ Hoa Kỳ Henry Morgenthau. Tổng cộng có 12 người bị trục xuất đã được phép trở về Constantinople từ Çankırı. Đây là Komitas, Piuzant Kechian, Tiến sĩ Vahram Torkomian, Tiến sĩ Parsegh Dinanian, Haig Hojasarian, Nshan Kalfayan, Yervant Tolayan, Aram Kalenderian, Noyig Der -Stepanian, Vrtanes Papazian, Karnik Injijian và Beylerian Junior. Bốn người bị trục xuất đã được phép quay trở lại từ Konya. Đây là Apig Miubahejian, Atamian, Kherbekia và Nosrigia.
Những người bị trục xuất còn lại dưới sự bảo vệ của Thống đốc Ankara Vilayet. Mazhar Bey đã thách thức lệnh trục xuất của Talat Pasha, Bộ trưởng Nội vụ . Vào cuối tháng 7 năm 1915, Mazhar được thay thế bởi ủy ban trung ương Atif Bey.

### Những người sống sót
Sau khi Chiến dịch Mudro (30 tháng 10 năm 1918), một số trí thức người Armenia còn sống đã trở lại Constantinople, nơi dưới sự chiếm đóng của đồng minh. Họ bắt đầu một hoạt động văn chương ngắn, nhưng căng thẳng, đã kết thúc bằng chiến thắng của Thổ Nhĩ Kỳ năm 1923. Những người viết thư hồi ký và sách về tài khoản của họ trong thời gian trục xuất bao gồm Grigoris Balakian, Aram Andonian, Yervant Odian, Teotig và Mikayel Shamtanchyan. Những người sống sót khác, như Komitas, đã phát triển những trường hợp nghiêm trọng về rối loạn căng thẳng sau chấn thương. Komitas đã trải qua 20 năm điều trị trong bệnh viện tâm thần cho đến khi ông qua đời vào năm 1935.